# Urgun
Urgun – miasto we wschodnim Afganistanie. Stanowi stolicę powiatu Urgun. Jest największym miastem w prowincji Paktika i znajduje się tam wiele bazarów. Jednak stolica prowincji to Szaran. W mieście znajduje się port lotniczy Urgun.